# Spilosmylus lichenoides
Spilosmylus lichenoides là một loài côn trùng trong họ Osmylidae thuộc bộ Neuroptera. Loài này được Navás miêu tả năm 1913.